# Guy Renne
Guy Renne, né le 25 octobre 1925 à Moulins dans l'Allier et mort le 27 juin 1990 à Montord (Allier), est un peintre français. C'est d'abord un peintre du Bourbonnais (Charroux), jusqu'à son installation en Provence à Fontvieille puis à Arles, où il réside jusqu'à sa mort.

## Biographie

### Enfance et jeunesse
Guy Renne est issu d'un milieu bourgeois d'origine paysanne, son père est officier de cavalerie. Sa mère, cultivée et artiste, veille sur l'éducation intellectuelle et artistique de ses trois enfants. Elle reconnaît très vite les dons artistiques précoces de son fils, qu'elle encourage vivement. Il fait sa première exposition à Clermont-Ferrand en 1938, alors qu'il n'a que treize ans.
Peu après, il découvre avec fascination l'univers des musées, le Louvre surtout. Éblouissement majeur, en particulier devant les Corot, Ruysdaël, l'École de Barbizon – et Rembrandt.
Au sortir de la guerre, en 1944, il fait un court passage aux Beaux-Arts de Paris dont il rejette l'académisme.
En 1952, il quitte son Bourbonnais natal pour s'établir à Arles puis Fontvieille, où il réside jusqu'à sa mort ; une rue porte son nom dans chacune de ces communes,.

### Vie privée
Guy Renne épouse Thérèse Touchet le 10 novembre 1952. Ils ont deux enfants Gilles Renne (1954) guitariste et compositeur de Jazz, Olivier Renne (1960) batteur de Jazz et peintre.

### Parcours

#### Paysagiste
Depuis son enfance, il est fasciné et émerveillé par la nature qu'il ne cesse de peindre, depuis le Bourbonnais jusqu'à son arrivée en Arles. Des croquis, des huiles sur papier ou toile marquent sa découverte de la Provence,,.

#### Période abstraite
Dans les années 1960, influencé entre autres contemporains par Serge Poliakov et surtout Nicolas De Staël, il peint des œuvres abstraites. C'est notamment la période des "Vénus trigonométriques",, une série de figures féminines aux formes géométriques inspirées de Bernard Buffet Cette évolution vers l'expression géométrique se poursuit notamment avec sa série Jazz Rythms dans laquelle il explore les relations entre la musique et la peinture .

#### Arbres et pierres
En 1969, il commence à interpréter graphiquement les motifs, dessinant des arbres et des paysages de Provence dans la série "Arbres et Pierres", des croquis des Alpilles élaborés ensuite à l'atelier en de grands dessins à l'encre de Chine, à la plume ou au roseau, parfois sur fond léger d'impression ou de lavis colorés, sur le thème d'Arbres et pierres,.

#### Les Baigneuses
La fin des années 1970 voit l'émergence de la série Baigneuses, huiles sur papier organisées en registres horizontaux, dans lesquelles des silhouettes féminines voluptueuses. Vers 1985, les paysages et les silhouettes sont réduits à des volumes ryhtmiques,.

## Sélection d'expositions

### Expositions individuelles
- 1938 - Clermont-Ferrand, Galerie Ondet : 1re exposition Pastels du Bourbonnais.
- 1948 - Paris, Galerie Rey.
- 1951 - Aubusson, Galerie X.
- 1954 - Arles, Galerie La Jansonne.
- 1955 - Haguenau, Musée.
- 1955 - Arles, Hôtel de ville.
- 1956 - Berne (Suisse), Atelier Théâtre.
- 1957 - Berne (Suisse), Atelier Théâtre.
- 1958 - Zurich (Suisse), Galerie Arta.
- 1964 - Bagnols-sur-Cèze, Centre culturel : Jazz et peinture. Reportage FR3 Marseille.
- 1967 - Umeo (Suède) - Alliance française.
- 1969 - Nîmes, Centre culturel La Sada.
- 1970 - Marseille, Galerie Berthier.
- 1971 - Arles, Galerie Drivet.
- 1972 - Berne (Suisse), Galerie Zähringer.
- 1973 - Arles, Hôtel de ville.
- 1974 - Montpellier, Galerie Tessa.
- 1975 - Nancy, Galerie Wingerter.
- 1975 - Aix-en-Provence, Galerie les Maîtres contemporains.
- 1976 - Berne (Suisse), Galerie Zähringer.
- 1976 - Aix-en-Provence, Galerie les Maîtres contemporains.
- 1977 - Arles, Centre culturel Pablo Neruda.
- 1977 - Aix-en-Provence, Galerie les Maîtres contemporains.
- 1978 - Saint-Didier-la-Forêt (Allier), Abbaye Saint-Gilbert de Neuffonts : Les Baigneuses. Reportage FR3 Auvergne.
- 1978 - Berlin (Allemagne), Institut français
- 1979 - Paris, Aéroport du Bourget.
- 1980 - Périgueux, Galerie Saint-Louis.
- 1980 - Neuchâtel (Suisse), Galerie du Pressoir.
- 1980 - Cavaillon, Chapelle du Grand Couvent.
- 1980 - Paris, Galerie Vienner.
- 1980 - Martigues, Galerie Sordini.
- 1981 - Berne/belp (Suisse), Wöln Galerie.
- 1981 - Lausanne (Suisse), Galerie du Ricochet.
- 1981 - Marseille, Galerie de la Maison portugaise.
- 1981 - Charroux, Musée.
- 1982 - Saint-Rémy-de-Provence, Chapelle des Ursulines.
- 1983 - Martigues, Galerie Sordini.
- 1985 - Nîmes, Galerie L'Atelier.
- 1986 - Saint-Didier-la-Forêt (Allier), Abbaye Saint-Gilbert de Neuffonts.
- 1986 - Autun, Galerie Treize.
- 1987 - Fontvieille, La Galerie.
- 1990 - La Chapelle Biron (Lot-et-Garonne).

### Expositions collectives
- 1952 - Saint-Rémy-de-Provence, Galerie la Jansonne : Peintres de Provence.
- 1953, 1956 - Arles
- 1958 - Zurich (Suisse), Galerie Arta.
- 1974 - Arles, Centre culturel Pablo-Neruda.
- 1975 - Berne (Suisse), Galerie Zähringer.
- 1979 - Arles, Centre culturel Pablo-Neruda.
- 1979 - Montpellier, Centre culturel du Languedoc.
- 1979 - Marseille, Crédit Mutuel.
- 1982 - Aix-en-Provence, Galerie les Maîtres contemporains.
- 1982 - Martigues, Galerie Sordini.
- 1986 - Fontvieille, La Galerie.
- 1989 - Saint-Rémy-de-Provence, Musée des Alpilles : Atelier d'artistes.

### Salons
- 1941 & 1942 - Vichy, Salon du Vernet.
- 1945 - Paris, Salon d'Automne.
- 1972 - Hyères, Salon d'Hyères.
- 1972 - Monaco, Salon de Monaco (Unesco).
- 1972 - Toulon, Salon de Toulon.
- 1973 - Montélimard, Salon de Montélimard.
- 1978 - Berlin (Allemagne), Neuen Kunz.
- 1978 - Arles, Salon des Arts plastiques de Provence (Centre culturel Pablo-Neruda).
- 1979 - Montpellier, Salon des Arts plastiques du Languedoc (Centre culturel).

### Commandes publiques
- Juillet 1954 - Maquette de Décor pour le "Jules César" de Jean Renoir dans les arênes d' Arles, à l' occasion du bi-millénaire de la fondation de la ville.
- 1958 - Arles : Chemin de Croix (commandes des Monuments historiques)[14].
- 1962 - Saint-Étienne-du-Grès, école maternelle : Contes pour enfants (peintures murales).
- 1974 - Arles, école Émile-Loubet : L'Enfant, l'homme et la nature (deux peintures murales de 60 m2, variations harmoniques sur rondes d'enfants)[15].
- 1980 - Fontvieille, école : La Bête (sculpture-jeu-monochrome).
- 1980 - Saint-Étienne-du-Grès, groupe scolaire : Les Paravents, (sculpture-jeu béton polychrome).
- 1981 - Raphèle-lès-Arles, école maternelle : Les Poissons (muret-jeu).
- 1983 - Fos-sur-Mer, groupe scolaire : Fos-sur-Mer (grand relief polychrome en 5 parties stylisant l'histoire de la ville de Fos et son évolution : Phéniciens, Romains, Fosses mariennes, Bassins industriels et de plaisance).

### Commandes privées
- 1950 - Les Naïades. Premières peintures murales.
- 1963 - Paris - Décor et sculptures pour le Restaurant " La route Mandarine ".
- 1962 - Paris, rue des Beaux-Arts : La Cueillette du riz (grande peinture murale à motifs vietnamiens) - La Route mandarine (sculptures).
- 1964 - Eygalières, Club de jazz : Rythmes (relief polychrome et sculptures fer).
- 1974 - Zurich (Suisse) : Abstraction rythme (peinture murale).
- 1977 - Fontvieille : Le Minotaure (relief polychrome).
- 1979 - Fontvieille, Hôtel La Peiriero : Baigneuse aquatique (relief polychrome).
- 1985 - Le Crestet (Drôme) : Rythmes.

### Vie posthume de l'œuvre

#### Musées
- Musée d'Uzès (Gard)[16]
  - Baigneuses, 1977 - huile sur papier et encre de Chine, 65 × 51 cm.
  - Le Minotaure, 1963 - 2 huiles sur papier et encre de Chine, 65 × 51 cm et 43 × 26,5 cm (présentation dans la salle André-Gide, pour le Thésée d'André Gide).
  - Don de plusieurs dessins, peintures sur toile et sur papier.

- Musée de Charroux (Allier)
  - 2015 - Salle consacrée aux encres de Chine de Guy Renne[17].

#### Expositions
- 1990 - Fontvieille, La Galerie : « Dernières œuvres ».
- 1991 - Arles, Chapelle du Méjean : Baigneuses.
- 1992 - Uzès, Musée : œuvres de 1970 à 1990, lithographies, dessins et huiles sur papier.
- 1994 - Fontvieille, La Galerie (à l'occasion du baptême de la rue Guy-Renne) : « Guy Renne et la Provence »[18].
- 1995 - Arles, Salle de conférence de l'hôpital J. Imbert : peintures et dessins, 1970-1990.
- 1996 - Martigues, Médiathèque : « Peintures et dessins, 1970-1990 ».
- 2005 - Arles, Chapelle Sainte-Anne, place de l'Hôtel-de-Ville : « Guy Renne, l'aventure d'une création : une quête d'harmonie. Les années 1970-1990 » (7 septembre au 21 octobre 2005)[19].
- 2008 - Séoul (Corée) : Projet d'exposition[20].
- 2012 - Arles / Gaston de Luppé  " L'aventure d'un artiste en pays d'Arles ".
- 2014 - Chantelle / Office du tourisme " Charroux " Encres de chine[21].
- 2015 -  Musée de Charroux -  (journées du patrimoine) Exposition permanente d'œuvres du peintre sur Charroux.
- 2016 - Arles / La maison du luthier  " Gestuels baroques " (dessins divers).
- 2017 - Verneuil en Bourbonnais   " Romeo Vasquez - le jeune peintre romantique " œuvres de jeunesse".
- 2018 - Fontvieille / Hôtel de ville     "  Fontvieille 1950-1990  ".
- 2018- 2019 - Arles / Église st Julien  " Commémoration du Soixantenaire  du chemin de croix " (commande de l'État)